# Itteringham
Itteringham är en ort och civil parish i Storbritannien.   Den ligger i grevskapet Norfolk och riksdelen England, i den sydöstra delen av landet, 170 km nordost om huvudstaden London. Itteringham ligger 25 meter över havet och antalet invånare är 134.
Terrängen runt Itteringham är platt. Runt Itteringham är det ganska tätbefolkat, med 222 invånare per kvadratkilometer. Närmaste större samhälle är North Walsham, 13,6 km öster om Itteringham. Trakten runt Itteringham består till största delen av jordbruksmark.